# Tổng thống Ethiopia
Tổng thống Ethiopia (tiếng Amhara: የኢትዮጵያ ፕሬዝዳንት, đã Latinh hoá: Ye-Ītyōṗṗyā pirēzidanit) là nguyên thủ quốc gia của Ethiopia. Chức vụ chủ yếu mang tính chất nghi lễ,  với quyền hành pháp được trao cho Thủ tướng. Tổng thống hiện tại là Taye Atske Selassie, hậm chức vào ngày 7 tháng 10 năm 2024. Tổng thống được bầu bởi Viện đại biểu nhân dân với nhiệm kỳ 6 năm, giới hạn hai nhiệm kỳ.

## Lịch sử
Chế độ tổng thống được tạo ra ở dạng ban đầu bởi Hiến pháp 1987, thành lập Cộng hòa Dân chủ Nhân dân Ethiopia dưới thời Mengistu Haile Mariam. Ông được bầu với nhiệm kỳ 5 năm bởi National Shengo (Quốc hội), không có giới hạn nhiệm kỳ. Ông được trao quyền hành pháp sâu rộng. Ví dụ, khi Shengo không nhóm họp - trên thực tế, trong hầu hết năm - ông có quyền bổ nhiệm và cách chức một số quan chức nhà nước. Mặc dù những hành vi như vậy phải được Shengo xác nhận tại kỳ họp tiếp theo, nhưng trên thực tế, các nguyên tắc tập trung dân chủ xác nhận như vậy chỉ là một hình thức. Ông cũng là Chủ tịch Hội đồng Nhà nước, cơ quan thường trực của Shengo giữa các kỳ họp. Ông cũng có quyền cai trị bằng sắc lệnh nếu cần thiết. Trong khi ông, giống như tất cả các sĩ quan nhà nước khác, trên danh nghĩa phải chịu trách nhiệm trước Shengo, trên thực tế, ông thực sự là một nhà độc tài. Tổng thống duy nhất theo hệ thống này là Mengistu Haile-Mariam.
Sau khi chế độ cộng sản bị lật đổ vào cuối Nội chiến Ethiopia, chức vụ tổng thống có hình thức như hiện nay theo từng giai đoạn, đỉnh điểm là việc thông qua Hiến pháp hiện tại 1995.

## Bầu cử
Viện đại biểu nhân dân (Hạ viện) đề cử ứng cử viên cho chức vụ tổng thống. Chức vụ bị bỏ trống sau khi nhiệm kỳ kết thúc hoặc từ chức. Nhiệm kỳ tổng thống không liên quan đến nhiệm kỳ của Hạ viện để đảm bảo tính liên tục trong chính phủ và tính cách phi đảng phái của chức vụ. Không có phó tổng thống trong hệ thống chính phủ Ethiopia.
Tổng thống được bầu trong một kỳ họp chung của Viện đại biểu nhân dân và Viện Liên bang (Thượng viện) với đa số 2/3.
Sau khi được bầu, Tổng thống, trước khi bắt đầu trách nhiệm của mình, sẽ tuyên thệ trước một kỳ họp chung các viện rằng: "Tôi....., vào ngày hôm nay, tôi bắt đầu nhận trách nhiệm với tư cách là Tổng thống Cộng hòa Dân chủ Liên bang Ethiopia, xin hứa thực hiện tuyệt đối trách nhiệm cao cả được giao phó".

## Quyền hạn và nhiệm vụ
Hiến pháp Ethiopia 1995 quy định các nhiệm vụ và quyền hạn của tổng thống nước Cộng hòa, bao gồm:
1. Về đối ngoại:
  - Công nhận và tiếp nhận các chức năng ngoại giao;
  - Phê chuẩn các điều ước quốc tế, theo ủy quyền của Hạ viện;
2. Với Quốc hội:
  - Khai mạc kỳ họp chung của Hạ viện và Thượng viện khi bắt đầu kỳ họp hàng năm.
3. Với lập pháp:
  - Ban hành các luật đã được Hạ viện thông qua;
4. Với hành pháp:
  - Bổ nhiệm các đại sứ và các sứ thần khác;
  - Trao kỷ niệm chương, giải thưởng, quà tặng;
  - Phong quân hàm cao cấp;
5. Với tư pháp:
  - Ân xá và giảm hình phạt.

Không giống như hầu hết các nước cộng hòa nghị viện, tổng thống Ethiopia thậm chí không phải là chủ tịch hành pháp trên danh nghĩa.   Thay vào đó, Hiến pháp quy định rõ ràng quyền hành pháp trong Hội đồng Bộ trưởng, và chỉ định Thủ tướng là chủ tịch hành pháp. Nhiều quyền hạn Tổng thống là nhiệm vụ mà họ phải thực hiện, trong khi hầu hết các quyền khác phải được Thủ tướng Chính phủ ký mới có hiệu lực. Tuy nhiên, ân xá và giảm nhẹ đã được công nhận là quyền đặc biệt của tổng thống.

## Kế nhiệm
"Tuyên bố số. 255/2001: Văn phòng Tổng thốn Cộng hòa Dân chủ Liên bang Ethiopia" nêu rõ rằng khi tổng thống, trước khi kết thúc nhiệm kỳ, ngừng phục vụ vì bệnh tật, qua đời, từ chức hoặc do bị kết án, Hạ viện và Thượng viện, bằng một kỳ họp chung bất thường do Chủ tịch của một trong hai viện triệu tập hoặc do Chủ tịch của cả hai viện cùng chỉ định một quyền Tổng thống.